# Didymodon subtriquetrus
Didymodon subtriquetrus là một loài rêu trong họ Pottiaceae. Loài này được H. Rob. mô tả khoa học đầu tiên năm 1967.